# Pablo Aureliano
Pablo Aureliano (en bretón Paol Aorelian,  en latín Paulinus Aurelianus, en francés Paul Aurélien) es un santo galés del siglo VI que se convirtió en uno de los siete santos fundadores de la Bretaña francesa.

## Biografía
Su hagiografía fue completada en 884 por un monje bretón llamado Wrmonoc de Landévennec. Pablo fue hijo de Perplises, jefe británico. Nació probablemente en Penychen, en Gales del Sur, y tuvo como hermanos a otros tres santos: Juthwara, Sidwell y Wulvela. Pablo se convirtió en pupilo de San Illtud en Llantwit Major y de la Isla de Caldey, como los santos Sansón de Dol, Gildas y David.
Posteriormente visitó al rey Marco de Cornualles, antes de trasladarse a la Bretaña para establecer monasterios en Lampaul, en la isla de Batz, y en Ocsimor, donde fundaron la que llegará a ser catedral de San Pablo Aureliano, en la ciudad de Saint-Pol-de-Léon (Finisterre). Fue consagrado como obispo bajo la autoridad de Childeberto I, rey de los francos. Pablo fue vegetariano.
Fue enterrado en Saint-Pol-de-Léon, pero sus reliquias fueron trasladas a Fleury cerca de Orléans. Gilbert Hunter Doble piensa que podría tratarse de la misma persona que san Paulino de Gales.